# HK P9S
Die Heckler & Koch P9S (das Kürzel „P9S“ steht für: „Pistole – 9 Schuss – Spannabzug“) ist eine moderne Selbstladepistole mit Spannabzug und halbstarr verriegeltem (beweglich abgestütztem) Rollenverschluss. Sie wird in den Kalibern 9-mm-Parabellum (auch 9 mm Luger, Dienstbezeichnung 9 mm x 19), .45 ACP (auch .45 Auto) und 7,65 mm Parabellum (für Italien) angeboten. Die P9S ist direkt aus der P9 (ohne Spannabzug) hervorgegangen.